# Grottes de Gomantong
Les grottes de Gomantong (en anglais Gomantong Caves) sont le plus grand système de grottes de l’État de Sabah en Malaisie. La grotte principale est célèbre pour abriter des colonies gigantesques de chauves-souris et de salanganes.

## Localisation
Les grottes de Gomantong se trouvent à quelques kilomètres du port de Sandakan, dans une épaisse forêt poussant sur un sol calcaire. 

## Accessibilité
Du fait des millions de salanganes et de chauves-souris qui nichent dans la grotte, le sol est tapissé de déjections sur plusieurs dizaines de centimètres. Une passerelle faisant le tour de la grotte a été aménagée afin d'en faciliter la visite. Il est possible de louer les services d'un guide à l'accueil du site. 

## Exploitation de la grotte
La grotte de Gomantong fait l'objet d'une exploitation de la part de cueilleurs de nids des salanganes. Les nids servent de mets pour la préparation de plats chinois de type nid d'hirondelle. Les cueilleurs de nids vivent dans des baraquements à proximité immédiate de la grotte.